# Modestus (Bischof)
Modestus war in der zweiten Hälfte des 5. Jahrhunderts Bischof von Trier. Verehrt wird er im Raum Trier seit dem 12. Jahrhundert.